# Fort Allahabad

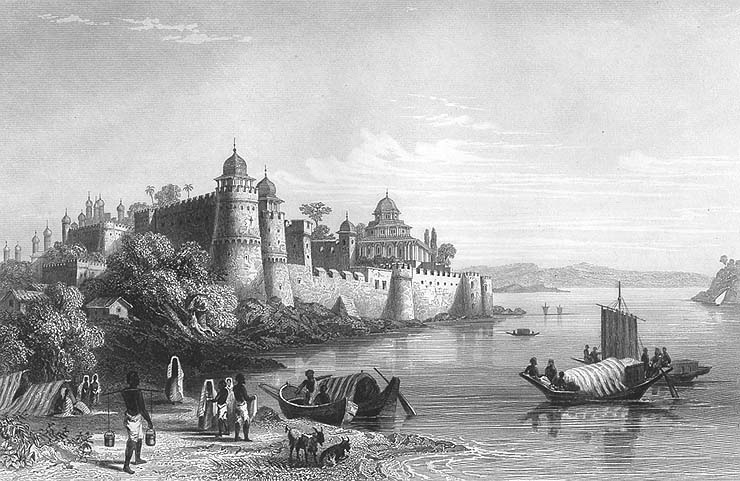
Historische Ansicht des Forts Allahabad (um 1850)

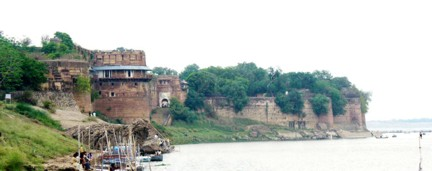
Fort Allahabad (heute)

Das Fort Allahabad ist eine Befestigungsanlage der Mogulzeit bei der nordindischen Stadt Prayagraj (bis 2018 Allahabad).

## Lage
Das Allahabad-Fort steht am Ufer des Flusses Yamuna kurz vor dessen Einmündung in den Ganges in einer Höhe von ca. 100 m ü. d. M.

## Geschichte
Das Fort von Allahabad wurde in den Jahren 1583/5 im Auftrag des Mogulherrschers Akbar I. errichtet und ist – nach den Roten Forts von Agra, Lahore und Fatehpur Sikri – die vierte und flächenmäßig größte der von Akbar errichteten Befestigungsanlagen. Das Fort wird derzeit vom indischen Militär genutzt, nur ein kleiner Teil ist der Öffentlichkeit zugänglich.

## Beschreibung
Das Fort von Allahabad ist in seiner Architektur in Indien einzigartig – zur Landseite hin verfügte es nämlich über mehrere eckig vorspringende Mauern in der Art europäischer Bastionen. Das Fort besteht aus drei großen Wehrgängen, die von hohen Türmen eingefasst sind; die – heute arg verfallenen – Repräsentationsbauten stehen in der Nähe des Flussufers. Innerhalb des riesigen Mauerrings gab es viele Freiflächen für militärische Exerzier- und Schießübungen, die aber auch als Auslaufflächen für Pferde, Elefanten etc. dienten. Im Inneren befinden sich der Jodhabai-Palast und die Frauengemächer (zenana).  Auch der Patalpur-Tempel befindet sich dort.

## Sonstiges
- Der im Fortbereich befindliche Saraswati Koop wird von gläubigen Hindus als Quelle des mythischen Flusses Sarasvati angesehen.
- Auf dem Gelände des Forts erhebt sich eine ca. 10,60 m hohe Ashoka-Säule aus der Zeit um 230 v. Chr. Die alten Edikte Ashokas wurden vom Großmogul Jahangir um eine weitere in persischer Schrift ergänzt.
- Im Fort befindet sich auch der Akshaya Vat (Hindi für unsterblicher Baum). Einer Legende zufolge wird jeder unsterblich, der von diesem Banyan-Baum herunterspringt. Laien dürfen diesen Baum nicht sehen. Er befindet sich in der Nähe des südlichen Walles unter den vielen von außen erkennbaren Bäumen.
- Für Inder interessant ist der Swaraj Bhawan, ein Gebäude aus den 1920er Jahren, das von Motilal Nehru dem indischen Volk übergeben wurde und zeitweise als Hauptquartier des Congress-Komitees genutzt wurde. Die spätere Premierministerin Indiens Indira Gandhi wurde hier geboren.